# Ilja Iwanow
Ilja Iwanowicz Iwanow (ros. Илья Иванович Иванов; ur. 20 lipca?/1 sierpnia 1870 w Szczygrach, zm. 20 marca 1932 w Ałma Acie) – rosyjski biolog, specjalizujący się w zagadnieniach sztucznego unasienniania i międzygatunkowych mieszańców. Był zaangażowany w projekt utworzenia mieszańców między człowiekiem a małpami naczelnymi.

## Życiorys
Urodził się w 1870 r. w Szczygrach k. Kurska. Jego ojciec był urzędnikiem sądowym. Od 1886 r. studiował fizjologię zwierząt na Uniwersytecie Charkowskim, później odbył praktyki z mikrobiologii w Instytucie Pasteura w Paryżu. Studia ukończył w 1896 roku, w 1907 r. został mianowany profesorem Uniwersytetu Charkowskiego. Pracował w rezerwacie Askania Nowa, w Państwowym Instytucie Weterynaryjnym, Centralnej Stacji Doświadczalnej Badań nad Reprodukcją Udomowionych Zwierząt (1921–1924) i w Moskiewskim Wyższym Instytucie Zootechnicznym (1928–1930).
Po powrocie do Petersburga w 1898 r. rozpoczął współpracę m.in. z Iwanem Pawłowem, doskonaląc metody sztucznej inseminacji. Prace te wywoływały etyczne kontrowersje, na które odpowiedział w 1910 r. na konferencji zoologicznej w Grazu, gdzie zapowiedział próbę skrzyżowania człowieka z małpą. W 1921 r. wysłano go na staż do Instytutu Pasteura w Paryżu. Tam zaproponował ponownie podjęcie próby skrzyżowania człowieka z małpą. Pomysł znalazł poparcie Instytutu Pasteura, zaproponowano mu jako miejsce eksperymentu szympansi rezerwat w Kindli we Francuskiej Afryce Zachodniej. Poszukując środków na jego przeprowadzenie uzyskał m.in. dotację od ludowego komisarza oświaty Anatolija Łunaczarskiego.
Do Afryki Iwanow dotarł w listopadzie 1926 r. i przystąpił do pracy. Pierwsze próby zapłodnienia szympansic ludzkim nasieniem przeprowadził w lutym 1927 r., wówczas też zwrócił się do gubernatora kolonii o pomoc w znalezieniu kobiet do zapłodnienia nasieniem szympansa, w związku z czym skierowano go do szpitala w Konakry. Iwanow nie miał oporów wobec prowadzenia eksperymentów na Afrykankach bez ich zgody, co wynikało z jego rasizmu i pogardy dla czarnoskórych.
Ostatecznie władze kolonialne zakazały mu eksperymentów w obawie przed niezadowoleniem miejscowej ludności, a Akademia Nauk ZSRR wycofała dla niego poparcie. Już latem 1927 r. Iwanow był zmuszony opuścić teren Francuskiej Afryki Zachodniej i wrócił do ZSRR, gdzie zgłosiła się do niego ochotniczka do zapłodnienia nasieniem szympansa. Władze radzieckie zaczęły mu jednak blokować możliwość prowadzenia takich eksperymentów, uznając je za zbyt kontrowersyjne.
Ponieważ należał do naukowców działających od czasów carskich, oskarżono go o działalność wywrotową. W 1930 roku został poddany publicznej krytyce, a 13 grudnia 1930 roku aresztowany. Skazany na pięć lat zesłania w Ałma-Acie, gdzie pracował, zachowując tytuł profesora w Kazachstańskim Instytucie Weterynarii i Hodowli Zwierząt.
Zmarł z powodu udaru 20 marca 1932 r.